# Nittälvsbrännan
Nittälvsbrännan är ett naturreservat i Ljusnarsbergs kommun i Örebro län.
Området är naturskyddat sedan 2002 och är 105 hektar stort. Reservatet omfattar en tallhed som härjades av en skogsbrand år 2000 och utgör ett område kring Nittälven. Reservatet består av unga lövträd, som växer upp efter branden.